# Mununa
Mununa románul: Munună, falu Romániában, Erdélyben, Fehér megyében.

## Fekvése
Felsőgirda mellett fekvő település.

## Története
Mununa az Erdélyi-Szigethegység magasabb régióira jellemzően szétszórtan elhelyezkedő, pár házból álló település, mely korábban Felsőgirda része volt. 1956-ban vált külön településsé 169 lakossal.
1966-ban 121, 1977-ben 106, 1992-ben 92, a 2002-es népszámláláskor 90 román lakosa volt.